# Бирюса (река)
Бирюса́ (О́на, Больша́я Бирюса́; хак. Ыына) — большая река в Восточной Сибири, Россия.

## Этимология
Гидроним Бирюса от названия отюреченного охотничьего племени бирюс, бирюсы, обитавшего в отрогах Саян до второй половины XVIII века. Позже этот этноним не употреблялся, а роды хаас и саган из племени бирюсов вошли в состав хакасов. В нижнем течении река называется Она, что в одном из диалектов кетского языка означает «малая река».

## Общие сведения
Слиянием с рекой Чуной образует Тасееву реку — приток Ангары (бассейн Енисея) — в 116 км от её устья, являясь левой составляющей. Протекает по территории Иркутской области и Красноярского края.
Общая протяжённость реки составляет 1012 км, площадь водосборного бассейна — 55 800 км². Ширина в устье — 170 м, глубина — 4,5 м, скорость течения — 1,4 м/с.
Питание реки снеговое и дождевое, в бассейне около 300 озёр.
Берёт начало на склонах Джуглымского хребта в Восточном Саяне. Далее течёт по Среднесибирскому плоскогорью. Река замерзает в ноябре, вскрывается в конце апреля, освобождается ото льда в начале мая.
На реке расположен город Бирюсинск.
В нижнем течении находятся несколько поселений старообрядцев (Шивера, Луговая, Усть-Кайтым), которые ведут отсчёт времени от сотворения мира и поддерживают порядок собственными силами, обходясь без традиционных органов власти.
Реке посвящены песни Льва Ошанина и Эдуарда Колмановского «Бирюсинка», и «Таёжный вальс».

## Гидрология
| Средний расход воды (м³/с) реки Бирюса по месяцам и за год с 1937 по 1980 гг. (замеры производились на гидрологическом посту Почет (Федино) в 200 км от устья) |

## Основные притоки
(расстояние от устья)
- 339 км: река Пойма (лв)
- 490 км: река Топорок (пр)
- 600 км: река Туманшет (лв)
- 657 км: река Тагул (лв)
- 830 км: река Малая Бирюса (пр)

## Данные водного реестра
По данным государственного водного реестра России и геоинформационной системы водохозяйственного районирования территории РФ, подготовленной Федеральным агентством водных ресурсов:
- Бассейновый округ — Ангаро-Байкальский
- Речной бассейн — Ангара
- Речной подбассейн — Тасеева
- Водохозяйственный участок — Бирюса